# Joan Berlanga i Sarraseca
Joan Berlanga i Sarraseca   (Sabadell, 1972) és un professor d'institut i escriptor català.

## Trajectòria
Viu al barri de Gràcia de Sabadell. És llicenciat en Història i té un màster en Didàctica de les Ciències Socials. Milità a Iniciativa per Catalunya Verds i va participar a Procés Constituent. Va ser el cap de llista d'Unitat pel Canvi a Sabadell en les eleccions municipals del 24 de maig de 2015, la segona llista més votada, amb 4 regidors. i va ser tinent alcalde de l'Ajuntament de Sabadell. A les eleccions municipals del 26 de maig de 2019 es presentà com a cap de llista de Sabadell en Comú, una candidatura que no va obtenir representació al consistori.
En l'àmbit literari és l'autor de la novel·la L'extraordinària vida d'un gos a les últimes, que va obtenir el 62è Premi Josep Maria Folch i Torres de novel·les per a nois i noies.